# Кудрявский спуск

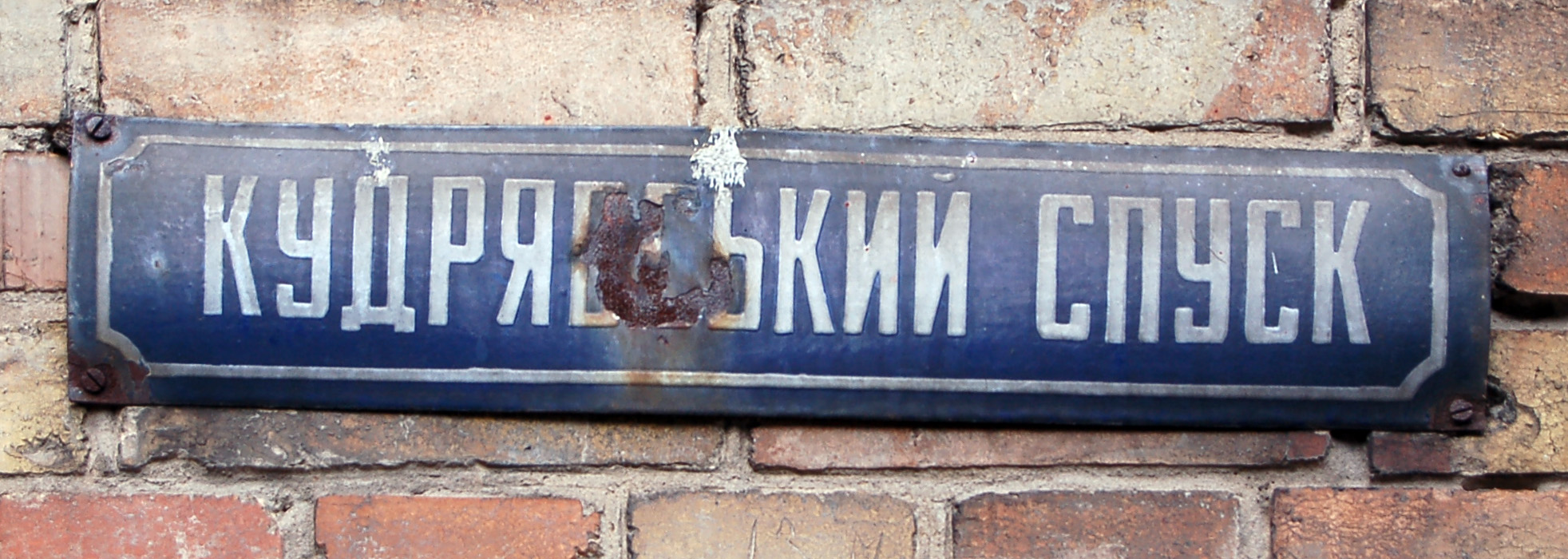
Адресная табличка советских времён

Кудря́вский спуск — улица в Шевченковском районе города Киева, местность Кудрявец. Пролегает от Кудрявской улицы и Несторовского переулка до Глубочицкой улицы.

## История
Возник в 1930-е годы XX столетия. В 1939—1944 — спуск Хользунова, в честь советского военного пилота В. С. Хользунова. Современное название — с 1944 года.

## Здания и учреждения
- № 5б — главный офис Укрнефтехимпроекта